# مرگ گیاهچه سیب زمینی
مرگ گیاهچه سیب زمینی (نام علمی: Pythium debaryanum) نام یک گونه از سرده پیتیوم است.